# コンクリート充填鋼管構造

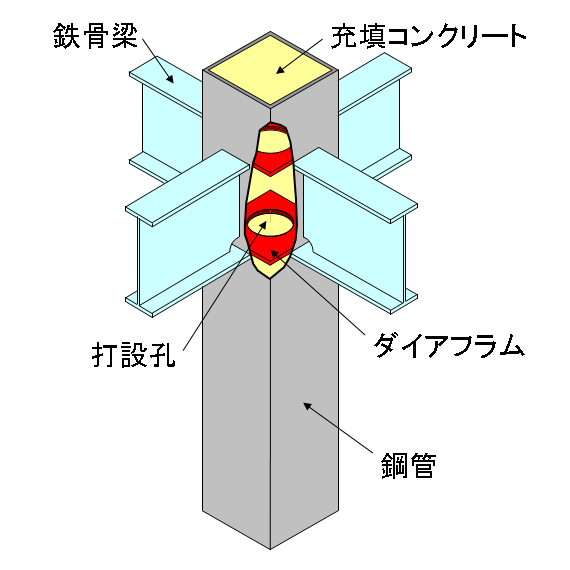
コンクリート充填鋼管構造の柱

コンクリート充填鋼管構造（コンクリートじゅうてんこうかんこうぞう、CFT; Concrete Filled Steel Tube）は、主として柱に使用される鋼管の内部にコンクリートを充填した構造。CFT構造またはCFT造と略される。

## 概要
コンクリート充填鋼管構造（以下CFT造）は、鋼材とコンクリートを組み合わせた複合構造の一種であり、鉄筋や型枠の組立てを必要としないシンプルな構成が特徴で、強度、剛性、変形性能などの面でも優れている。そのため、S（鉄骨）造、RC（鉄筋コンクリート）造、SRC（鉄骨鉄筋コンクリート）造に次ぐ第四の構造として近年注目を浴びている。CFT造は主に柱に使用され、S造の梁と組み合わされるのが普通であるが、CFT造をブレース（筋交い）として使用するケースもある。
鋼管の中にコンクリートを充填するというシンプルな原理であるのに実用化が遅れた理由の1つとしては、鋼管の柱は現場で上下方向に接合する際、H形鋼の柱のように高力ボルトでの接合が出来ず、溶接を行う必要があることがあったが、1980年代以降、現場での溶接が問題なく行えるようになり、鋼管の柱がS造建物に広く使用されるようになってからも、CFT造の普及は進まなかった。1987年に日本建築学会が行ったアンケート調査では、CFT造の問題点として、コスト面で他の工法に比べてメリットが少ないこと、外から見えない鋼管の内部に完全にコンクリートを充填させる施工技術が確立されていないこと、CFT造の構造的性状についての知見が少なく構造設計法が確立されていないことなどが挙げられている。また、建築基準法上のSRC造と認められないため、通常の確認申請でなく、個別に認定を得る必要があることも普及の障害となっていた。そのため、初期には構造計算上はS造扱いとし、充填コンクリートは剛性だけを考慮することも少なくなかった。この状態を変える契機となったのは、1985年に建設省が行った「21世紀の都市型集合住宅の提案プロジェクト」にCFT構造が採用されたことで、同プロジェクトの成果を元に1996年に発足した新都市ハウジング協会は、「CFT構造技術指針・同解説（構造設計　耐火設計　施工）」を刊行して設計法と施工法の標準を示すと共に、60m以下のCFT造建物の審査を行うようになった。また、1993年から1997年に行われた日米共同耐震研究第5フェーズではCFT造部材について多数の実験が行われ、多くの知見が得られている。さらに、2002年の国土交通省告示によって、CFT造は他の構造と同様の確認申請が可能になった。これらによりCFT造の普及を阻害していた要因の多くが解消され、1990年代後半以降、CFT造は急速に普及が進んでいる。

## 長所
コンクリートは圧縮力には強いが引っ張る力には弱く、また一定以上の圧縮力が加わると一気に弾けるように破損してしまう。一方鋼管は引っ張る力には強いが熱に弱く、また圧縮方向の強い力が加わると座屈という現象を起こし一気に折れ曲がってしまう。CFT造ではその相反する特徴を持つ両者を組み合わせることによって互いの短所を補完しあっている。具体的には充填コンクリートによって鋼管の座屈を防ぎ、また鋼管によってコンクリートの弾けるような破壊現象が起こらないように拘束することで、あらゆる方向の力に対してバランスよく耐力を発揮することができるようになっている。これは相互拘束効果またはコンファインド効果と呼ばれ、CFT造の持つ大きな特徴である。これにより地震などで大きな変形を受けても強度の低下が少なく、高い耐震性が得られる。また一般的な火災であれば充填コンクリートが鋼管に加わった熱を奪うことで耐火性を発揮するため、条件を満たせば耐火被覆をS造の柱より減らしたり、無くしたりすることも可能である。さらに、工場で製作し現場で組み付けた鋼管柱の中にコンクリートを流し込むため、現場で鉄筋や型枠を組んでコンクリートを打設するRC造やSRC造よりも作業工数を低減でき、型枠に使う合板の使用も抑制できるため環境負荷も小さくなる利点がある。
S造で柱に鋼管を使用した場合と比較すると、充填コンクリートの剛性が付加されること、充填コンクリートが圧縮力を負担し、鋼管の局部的な座屈も防ぐことなどから、鋼管の大きさや厚さを減らすことが出来るため、コストを低減することが可能である。RC造やSRC造との比較では、複雑な配筋や型枠の工事が不要なことによる省力化と工期の短縮が大きなメリットとなる。

## 短所
主な短所は、柱と梁の接合部の内部構造が複雑になる（下記ダイアフラム参照）ため鉄骨の加工コストが高くなること、コンクリートが直接見えない状態で充填されるため、隙間のないように充填するための品質管理に手間やコストがかかること、充填するコンクリート自体も高い流動性を得るためにコストが高くなることなどである（ただし、高流動コンクリートを使わない工法も開発されている）。そのため、柱にH形鋼を使用したS造やSRC造、RC造との比較では、コスト的なメリットは少ない。
しかし、普及の契機が中高層を対象とした「21世紀の都市型集合住宅の提案プロジェクト」だったこともあり、超高層ビルなど階数・規模が大きい物件だけでなく、従来SRC造とされることの多かった中高層建物への適用も多く、工期の短いことを生かして低層の建物に採用されるケースも少なくない。

## 工法
鋼管の中にコンクリートを充填する方法には、大きく分けて2種類の工法がある。
1. 圧入工法：柱鋼管下部に設けた圧入口からコンクリートを強い圧力で上部まで充填する。
2. 落とし込み工法：柱鋼管の上部からトレミー管やサニーホースなどを下部まで挿入し、管を引き上げながらコンクリートを充填する。

## ダイアフラム
柱に鋼管を使用する場合、梁の応力を鋼管柱に伝達するために、梁フランジ位置の鋼管内部または外部にダイアフラムと呼ばれる水平の補強材を設ける必要がある。ダイアフラムには鋼管内部にプレートを溶接する内ダイアフラム、鋼管を切断してプレートを挟んで再度溶接する通しダイアフラム、鋼管の外側にプレートを溶接する外ダイアフラムの3種類がある。CFT造では、内ダイアフラムと通しダイアフラムには、コンクリートを充填するための開口部（打設孔）を設ける必要がある。